# Bayron Mora
Bayron Mora (Neily, Puntarenas, Costa Rica, 5 de mayo de 2003) es un futbolista costarricense que juega como portero en la L. D. Alajuelense de la Primera División de Costa Rica.

## Trayectoria

### Liga Deportiva Alajuelense
El 1 de octubre de 2022 debutó con la L.D Alajuelense contra Municipal Grecia, en el que recibió tres anotaciones, logrando ganar el encuentro 4-3 en la última jornada de la Primera División de Costa Rica.

### A.D San Carlos
El 15 de diciembre de 2022 se anunció el préstamo al conjunto norteño de A.D San Carlos por un periodo de un año.

## Selección nacional

### Categorías inferiores
Fue convocado por el técnico Vladimir Quesada, para representar a la selección sub-20 de Costa Rica en el Torneo Uncaf Sub-19. Tuvo su debut en el segundo juego de Costa Rica contra la selección de Guatemala, recibiendo una anotación de parte de los guatemaltecos, el partido finalizó con el marcador 1-1. La selección de Costa Rica avanzaba a la final contra la selección de El Salvador, el 30 de abril fue la ansiada final, en donde Bayron fue el portero titular contra los salvadoreños recibiendo 4 anotaciones, pero Costa Rica lograba remontar en un partido complicado, dejando el marcador final 5-4, Bayron Mora lograba obtener el título del Torneo Uncaf Sub-19.
El 9 de junio de 2022 fue convocado por el técnico Vladimir Quesada para seguir en el proceso de la selección sub-20 de Costa Rica para los juegos del Campeonato Sub-20 de la Concacaf. Mora realizaba su debut en la primera fase del torneo contra la selección de Jamaica, al minuto 73, se cometía un penal a favor de Jamaica, Bayron lograba detener el disparo salvando a Costa Rica de un posible empate, al minuto 98 se volvía a cometer nuevamente un penal a favor de Jamaica, pero esta vez, no logró detenerlo, el partido finalizó en un empate en el marcador 1-1, dos días después se enfrentaban ante la selección de Antigua y Barbuda, Bayron detuvo un lanzamiento directo que iba a su portería, Costa Rica obtenía su primera victoria en goleada ante la selección de Antigua y Barbuda (0-3), dos días después se enfrentaban ante el país anfitrión del campeonato, la selección de Honduras, Bayron fue el portero titular indiscutible en la primera fase, al minuto 59, se cometía un penal a favor de Honduras, Mora no pudo detener el disparo, por lo que Honduras abría el marcador, el encuentro finalizó con el marcador 1-0 a favor de Honduras, Costa Rica finalizó en la primera fase en la posición 2° con 4 puntos, logrando clasificar a octavos de final. En la etapa de octavos de final, Bayron se enfrentaba ante la selección de Trinidad y Tobago, en donde fue el portero titular, al minuto 87, Mora recibió una anotación de parte de Trinidad y Tobago, finalizado el partido, Costa Rica goleaba ante Trinidad y Tobago en el marcador 4-1, logrando ser la primera selección en clasificar a cuartos de final. El 28 de junio, Bayron Mora se enfrentaba ante el vigente campeón de dicha categoría, contra la selección de Estados Unidos, al minuto 5, Bayron recibía la primera anotación del partido de parte de Estados Unidos, al minuto 29, Bayron lograba detener un disparo con sus pies, que iba directamente al arco, al minuto 36, Bayron achicaba ante un disparo que iba a su portería, logrando salvar a los ticos, en el segundo tiempo, recibía la segunda anotación de Estados Unidos, de un doblete del estaunidense Paxten Aaronson, el partido finalizó en el marcador 0-2, siendo derrotados por la selección de Estados Unidos, aunque Bayron hizo una participación destacada ante Estados Unidos, Costa Rica fue eliminada del torneo, sin poder clasificar a la Copa Mundial de Fútbol Sub-20 de 2023.
El 23 de junio de 2023, fue convocado por el director técnico Erick Rodríguez para la nómina de los jugadores para representar a la selección de Costa Rica sub-23 en la competición de los Juegos Centroamericanos y del Caribe de 2023 con sede El Salvador.

#### Participaciones internacionales
| Evento                                       | Sede        | Resultado        | Partidos | Goles |
| -------------------------------------------- | ----------- | ---------------- | -------- | ----- |
| Torneo Uncaf Sub-19                          | Belice      | Campeón          | 2        | -5    |
| Campeonato Sub-20 de la Concacaf de 2022     | Honduras    | Cuartos de final | 5        | -5    |
| Juegos Centroamericanos y del Caribe de 2023 | El Salvador | Por definir      | 2        | -1    |

## Clubes
| Club            | País       | Año  |
| --------------- | ---------- | ---- |
| L.D Alajuelense | Costa Rica | 2022 |
| A.D San Carlos  | Costa Rica | 2023 |

## Palmarés

### Títulos nacionales
| Título               | Club              | País       | Año  |
| -------------------- | ----------------- | ---------- | ---- |
| Recopa de Costa Rica | L. D. Alajuelense | Costa Rica | 2024 |